# Massacre da noite de São Bartolomeu
O Massacre da Noite de São Bartolomeu ou a Noite de São Bartolomeu foi um episódio da história da França na repressão ao protestantismo, engendrado pelos reis franceses católicos.
Esses assassinatos aconteceram em 24 de agosto de 1572, em Paris, no dia de São Bartolomeu. Estima-se que entre 5 000 e 30 000 pessoas tenham sido mortas, dependendo da fonte atribuída.

## Histórico

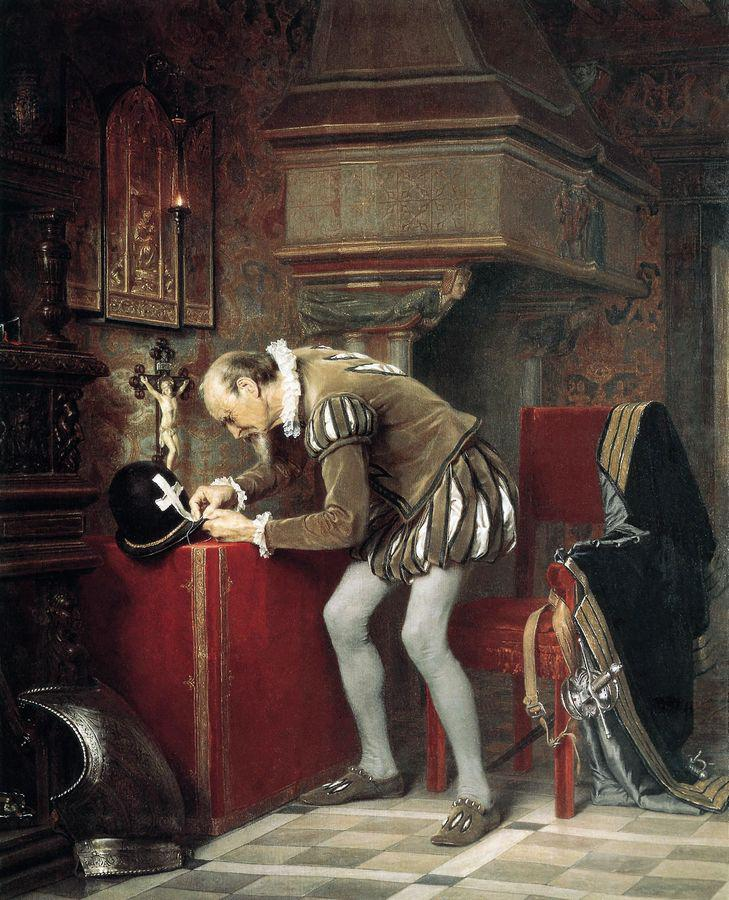
Preparação para a noite de São Bartolomeu
Por Karl Fedorovich Gun

As matanças foram organizadas e começaram em 24 de agosto de 1572 durando vários meses, inicialmente em Paris e depois em outras cidades francesas. Números precisos para as vítimas nunca foram compilados, e até mesmo nos escritos de historiadores modernos há uma escala considerável de diferença, que tem variado de 2 000 vítimas por um apologista católico, até a afirmação de 70 000, pelo contemporâneo apologista huguenote duque de Sully, que escapou por pouco da morte.
Este massacre veio dez anos depois do Édito de Saint-Germain, pelo qual Catarina de Médici tinha oferecido trégua aos protestantes.[carece de fontes?]
Em 1572, quatro incidentes inter-relacionados têm lugar após o casamento real de Margarida de Valois, irmã do rei da França, com Henrique III de Navarra (chefe da dinastia dos huguenotes), numa aliança que supostamente deveria acalmar as hostilidades entre protestantes e católicos romanos, e fortalecer as aspirações ao trono de Henrique III de Navarra. Em 22 de agosto, um agente de Catarina de Médici (a mãe do rei da França de então, Carlos IX de França, que tinha apenas 22 anos e não detinha verdadeiramente o controle), um católico chamado Maurevert, invadiu de madrugada a casa do almirante Gaspar II de Coligny, líder huguenote de Paris, e o assassinou, o que enfureceu os protestantes. [carece de fontes?]
Nas primeiras horas da madrugada de 24 de agosto, no dia de São Bartolomeu, dezenas de líderes huguenotes foram assassinados em Paris, numa série coordenada de ataques planejados pela família real.

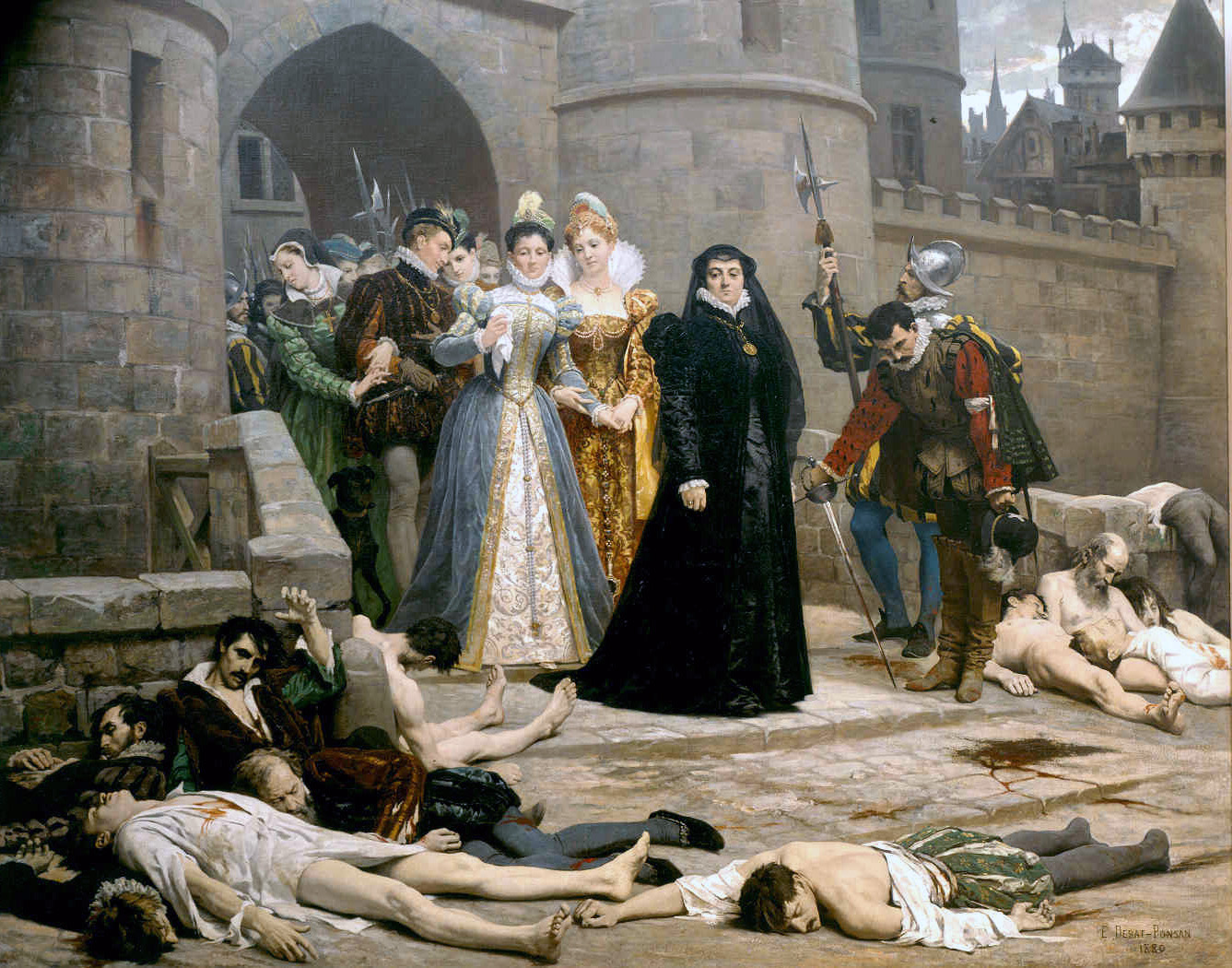
Uma manhã perto dos portões do Louvre
Por Édouard DebatePonsan

Este foi início de um massacre mais vasto, apesar de o rei ter enviado mensageiros às províncias para manter os termos do tratado de 1570. Começando em 24 de agosto e durando até outubro, houve uma onda organizada de assassínios de huguenotes em doze cidades francesas, como Toulouse, Bordéus, Lyon, Bourges, Ruão e Orleães.
Relatos da quantidade de cadáveres arremessados nos rios afirmam uma visível contaminação, de modo que ninguém comia peixe, pelas condições insalubres do local.
Não foi o primeiro nem o último ataque massivo aos protestantes franceses, outros ataques ocorreriam. Embora não o único, "foi o pior dos massacres religiosos do século". Por toda a Europa, "imprimiu nas mentes protestantes a indelével convicção que o catolicismo era uma religião sanguinária e traiçoeira".
O historiador Claude Manschrek traz o relato de um contemporâneo da seguinte maneira: "As ruas estavam cobertas de corpos mortos, os rios ficaram manchados, as portas e os portões do palácio respingados com sangue. Carroças carregadas de cadáveres, homens, mulheres, garotas e até mesmo crianças eram jogadas no Sena, enquanto que torrentes de sangue corriam em muitas áreas da cidade (...) Uma menininha foi banhada no sangue de seus pais assassinados e ameaçada com o mesmo destino caso viesse um dia tornar-se huguenote” 

## Reações ao massacre

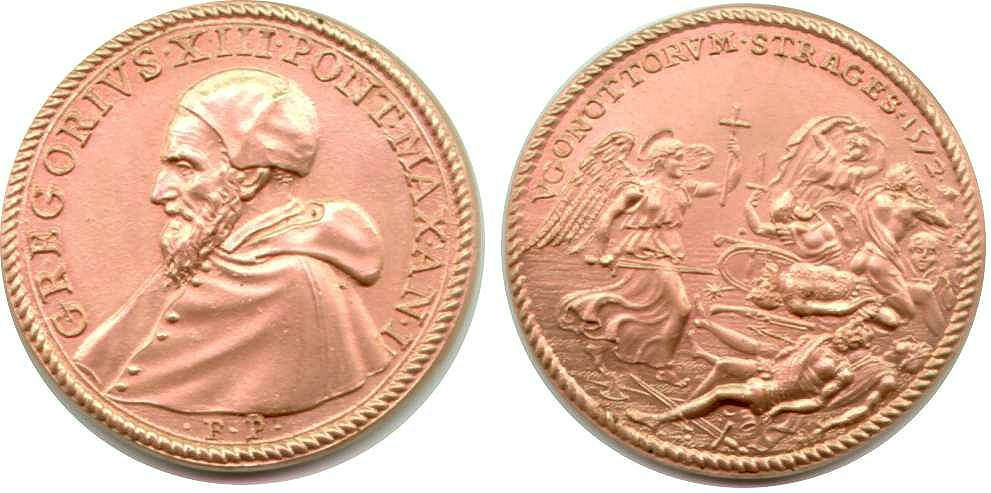
Medalha de Gregório XIII

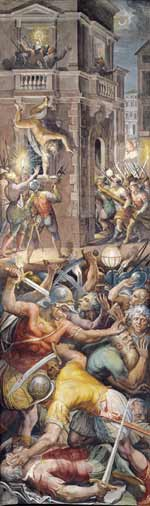
300pxO corpo de Gaspar II de Coligny aparece no canto superior esquerdo, ao ser lançado de uma janela.
Afresco de Giorgio Vasari

Os políticos ficaram horrorizados, mas diversos católicos dentro e fora da França consideraram os massacres, ao menos inicialmente, o lavamento de um iminente golpe de estado huguenote. A cabeça cortada de Coligny foi aparentemente enviada ao papa Gregório XIII, apesar de não ter ido mais longe do que Lyon, e o papa Gregório XIII enviou ao rei a condecoração da Rosa de Ouro. O papa encomendou um Te Deum para ser cantado em ação de graças (uma prática que persistiu em anos seguintes) e uma medalha foi cunhada com a frase Ugonottorum strages 1572 mostrando um anjo empunhando uma cruz e uma espada perto dos protestantes mortos.
Surgiram importantes obras de pensadores huguenotes monarcômacos franceses, que combatiam o absolutismo monárquico, dentre essas merecem maior destaque:
1. Franco-Gallia (1573) de François Hotman[15]
2. Du droit des magistrats (Direito dos Magistrados sobre seus Súditos - 1574) de Théodore de Bèze
3. Vindiciae contra tyrannos (Protesto ou Revide contra os Tiranos - 1579) de Philippe du Plessis-Mornay e Hubert Languet[16]

## Na literatura e na dramaturgia
A história foi relatada por Alexandre Dumas em sua obra A Rainha Margot, um romance de 1845, historicamente acurado, apesar de Dumas ter inserido tons de romantismo e aventuras em seu texto. O romance de Dumas foi adaptado ao cinema em 1994, em A Rainha Margot, de Patrice Chéreau.
O massacre já tinha sido representado no cinema por D. W. Griffith no filme mudo Intolerance ("Intolerância"), de 1916.
Também contada pelo escritor Michel Zevaco (autor francês, nasceu em Ajaccio, em 1860 na mesma cidade de Napoleão Bonaparte cem anos depois, conhecedor profundo da Historia Francesa Medieval e Renascentista) no romance inicial Os Pardaillans, onde ele era mestre em ficção dentro da realidade.
Para os espíritas o massacre é relatado com destaque em três obras: A Noite de São Bartolomeu, Ecos de São Bartolomeu e Nas Voragens do Pecado. Allan Kardec traz o artigo Os Gritos da Noite de São Bartolomeu na Revista Espírita de setembro de 1858 sobre o tema.
Recentemente, este massacre e outros episódios sobre as guerras entre católicos e protestantes, está ricamente narrada no romance do autor inglês Ken Follet, A Column of Fire ("Coluna de Fogo)", 2017.
O episódio do massacre também é retratado na série inglesa Doctor Who - Arco 022 - The Massacre - transmitido entre 5 e 26 de fevereiro de 1966.